# Tamarisca tamarisca
Tamarisca tamarisca is een hydroïdpoliep uit de familie Sertulariidae. De poliep komt uit het geslacht Tamarisca. Tamarisca tamarisca werd in 1758 voor het eerst wetenschappelijk beschreven door Carl Linnaeus.

## Beschrijving
Deze hydroïdpoliep is vergelijkbaar met Diphasia-soorten doordat de hydrothecae in tegenovergestelde paren zijn gerangschikt op de hoofdstam en zijtakken van de dun vertakte, geveerde kolonies. De hydrothecae zijn buisvormig, groot en robuust en zijn bevestigd voor ongeveer de helft van hun lengte, de bovenste helft is niet bevestigd met een driepuntige buitenrand. Kolonies zijn typisch ongeveer 60 mm tot maximaal 150 mm in totale hoogte. Deze soort kan gemakkelijk worden aangezien voor een dun vertakte vorm van het zeedennetje (Abietinaria abietina), maar onderscheidt zich door zijn tegengestelde hydrothecae. 

## Verspreiding
Tamarisca tamarisca is waarschijnlijk ondergeregistreerd, recente duikrecords zijn afkomstig van Rathlin Island en de Ierse zeekust van Noord-Ierland en verspreide beschrijvingen van de westkust van Ierland. Dit is een circalittorale soort die normaal wordt aangetroffen in matige tot sterke getijdenstromen die vastzitten aan gesteente of stabiele rotsen of schelpen.